# Bukov (Hořovičky)
Bukov je vesnice, část obce Hořovičky v okrese Rakovník ve Středočeském kraji. Leží dva kilometry jihozápadně od Hořoviček.

## Historie
První písemná zmínka o Bukově pochází z roku 1386, kdy vesnice patřila Tomášovi z Bukova. Někdy před rokem 1395 se jejím majitelem stal Záviš ze Šprymberka, po němž ji zdědila vdova Keruše. Jan ze Šprymberka vesnici roku 1412 prodal Bavorovi z Měcholup. V roce 1424 je poprvé doložena bukovská tvrz. Tehdy na ní sídlil Aleš Saska, ale druhá část vesnice patřila Zbranimírovi z Mrtníka. Během husitských válek oba stáli na straně husitů, a proto vesnici roku 1432 vyplenilo plzeňské vojsko. Dobytá tvrz poté už nebyla obnovena a beze zbytku zanikla. V roce 1483 vesnice s pustým dvorem patřila k petrohradskému panství, které tehdy koupil Burian II. z Gutštejna.

## Obyvatelstvo
Při sčítání lidu v roce 1921 zde žilo 137 obyvatel (z toho 67 mužů), z nichž bylo čtrnáct Čechoslováků a 123 Němců. Všichni se hlásili k římskokatolické církvi. Podle sčítání lidu z roku 1930 měla vesnice 134 obyvatel: osm Čechoslováků a 126 Němců. Kromě devíti evangelíků byli členy římskokatolické církve.
| Rok            | 1869 | 1880 | 1890 | 1900 | 1910 | 1921 | 1930 | 1950 | 1961 | 1970 | 1980 | 1991 | 2001 | 2011 | 2021 |
| -------------- | ---- | ---- | ---- | ---- | ---- | ---- | ---- | ---- | ---- | ---- | ---- | ---- | ---- | ---- | ---- |
| Počet obyvatel | 105  | 128  | 121  | 131  | 127  | 137  | 134  | 52   | 76   | 60   | 52   | 29   | 40   | 30   | 50   |
| Počet domů     | 14   | 17   | 18   | 19   | 26   | 24   | 29   | 22   | 12   | 11   | 13   | 13   | 15   | 16   | 15   |

## Obecní správa
Při sčítání lidu v letech 1850–1960 Bukov byl samostatnou obcí v okrese Podbořany. Od 12. června 1960 do 31. prosince 1979 byl častí obce Kolešov v okrese Rakovník. Od 1. ledna 1980 je částí obce Hořovičky v okrese Rakovník. Poté se Kolešov opět osamostatnil, ale Bukov již zůstal součástí Hořoviček.